# عطا صفوی
عطاءالله صفوی معروف به عطا صفوی (۱۳۰۵ در ساری – ۶ خرداد ۱۳۹۱ در تورنتو) پزشک اورولوژ جراح ایرانی، از اعضای حزب توده ایران و از بازماندگان اردوگاه کار اجباری در دوران ژوزف استالین بود.

صفوی از دهه‌ها پیش، بین ایرانیان ساکن اتحاد جماهیر شوروی سوسیالیستی سابق به دلیل گذراندن سال‌ها زندان و کار طاقت‌فرسا در اردوگاه‌های کار اجباری استالینی شناخته شده بود. بعد از چاپ خاطرات او تحت عنوان «در ماگادان کسی پیر نمی‌شود» نام او بین ایرانیان داخل و خارج ایران هم پیچید. صفوی دهه‌ها به عنوان یک پزشک به نام و خوشنام در جمهوری تاجیکستان مورد احترام مردم آن کشور بود. 

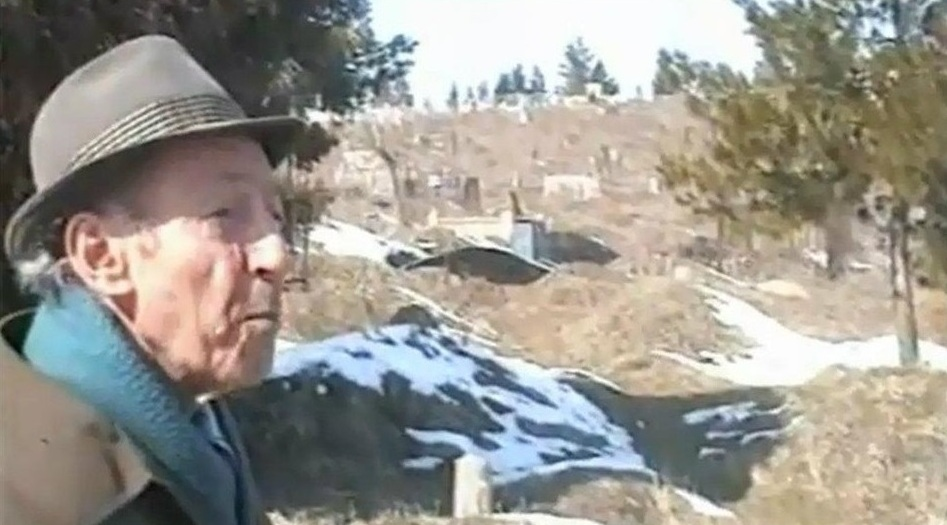
دکتر صفوی در قبرستان شهر دوشنبه- تاجیکستان- ژانویه ۲۰۰۵

## کودکی
پدر او صاحب یک کاروانسرا بود که پس از آتش‌سوزی همه زندگی خود را از دست داد. به همین دلیل، عطا از کلاس ششم دبستان از تحصیل بازماند و زندگی سختی را گذراند. او می‌گوید به دلیل فقر خانواده خود، به کمونیسم گرایش پیدا کرد.

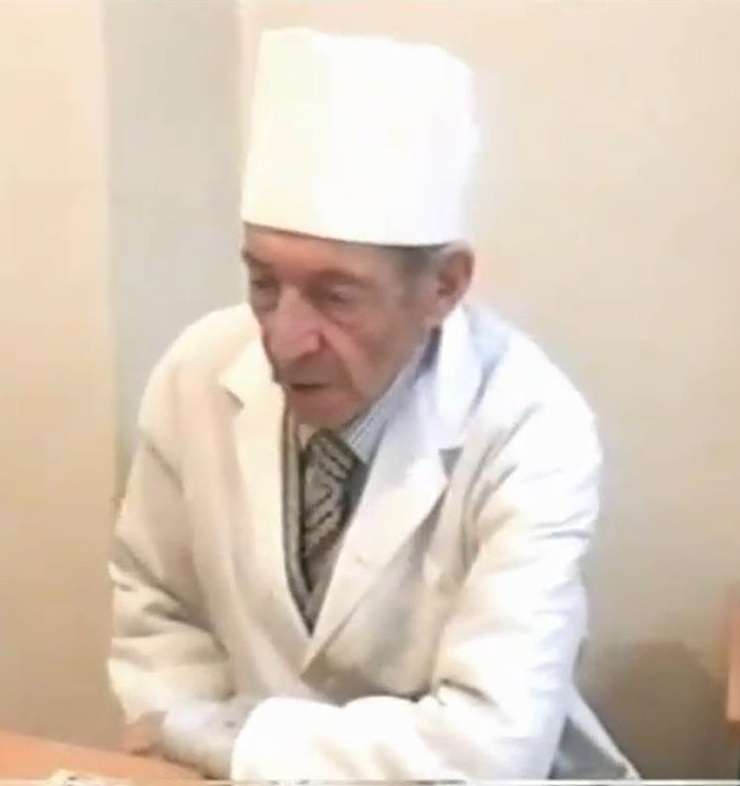
دکتر صفوی در محل کار خویش بیمارستان شهر دوشنبه- تاجیکستان- ژانویه ۲۰۰۵

## در شوروی

### دستگیری
او که عضو (یا هوادار) حزب توده ایران پس از جنگ دوم جهانی بود، به دلیل باورهای سیاسی و درگیری با مأموران امنیتی ایران در آن زمان، در ۱۹۴۷ با چند تن از دوستان خود از قائم‌شهر (معروف به «شاهی» در دوره دودمان پهلوی) از راه جمهوری سوسیالیستی ترکمنستان شوروی به اتحاد شوروی گریخت. از دید او، شوروی مهد زحمتکشان جهان بود. وی قصد داشت در آنجا به تحصیل پزشکی بپردازد تا خواسته پدر خود را عملی کند.
اما مأموران شوروی، او و دوستانش را در داخل مرز ایران دستگیر کردند. آنها نخست به اتهام عبور غیرمجاز از مرز به دو سال زندان محکوم شده و کار اجباری در یک آجرپزی در جنوب عشق‌آباد فرستاده شدند.

### زندان و آزادی
سپس در دادگاه‌های استالینی پس از چندی آنها به اتهام جاسوسی برای ایران و آمریکا دوباره محاکمه شده و این بار به ۲۵ سال زندان محکوم شدند. به گفته او اعتراف یکی از هم‌حزبی‌هایش باعث شده او و دیگران چنین حکمی بگیرند. در سال ۱۹۴۸ در زمان زمین‌لرزه مهیب عشق‌آباد، صفوی در زندان آن شهر تقریباً زنده به گور شد. اما پس از سه روز مأموران او را پیدا و به زندانی دیگری در ماگادان در دورترین نقاط خاور دور روسیه منتقل کردند.
با فرجام‌خواهی آنها این حکم به ۱۰ سال کاهش پیدا کرد و وی به یک معدن زغال‌سنگ در شمال سیبری فرستاده شد. او در این محل به علت عقاید ایران‌خواهانه خود مورد نفرت بود. وی تعریف می‌کند که یک بار در زمان کار در معدن، با تحریک سربازان شوروی، کارگر دیگری به او حمله کرده و قصد کشتن او را داشته‌است. اما وی موفق به فرار می‌شود.
پس از مرگ استالین در سال ۱۹۵۳، دادگاه شوروی در بازنگری خود او را بی‌گناه دانسته، از او اعاده حیثیت شده و به شهر سیمچان در نزدیکی همان اردوگاه منتقل شد. او توانست بعد از ماه‌ها کار سخت، پولی برای بازگشت به ایران پس‌انداز کند. پس از آزادی کوشید تا از شهر یخزده ماگادان که فرودگاه داشت، راهی برای بازگشت خود بیابد.
او در سال ۱۹۵۹ تحصیل در پزشکی و جراحی اورولوژی را در دانشگاه دولتی طبی تاجیکستان تاجیکستان آغاز کرد. در سال ۱۹۶۲ با دختری تاجیک ازدواج کرد و از او صاحب یک پسر شد.

## بازگشت به ایران
با وجود تلاش‌های بسیار، او در دوره پهلوی و جمهوری اسلامی موفق به بازگشت به ایران نشد. اما سرانجام در سال ۱۹۸۹ از طریق جمهوری آذربایجان به ایران بازگشت. اما با وجود کوشش‌های فراوان، به دلیل ناآشنایی به سیستم زندگی در ایران، نامهربانی‌هایی که دیده بود و خواسته همسرش در سال ۱۹۹۴ به تاجیکستان بازگشت.

## مهاجرت به کانادا
در سال ۱۳۸۶، از تاجیکستان به کانادا مهاجرت کرد و تا سال ۱۳۹۱ دوره بازنشستگی خود را با خانواده‌اش در تورنتو می‌گذراند.

## آثار
- در ماگادان کسی پیر نمی‌شود (یادمانده‌های دکتر عطاء صفوی از اردوگاه‌های دایی یوسف)، عطاءالله صفوی، اتابک فتح‌الله‌زاده، تهران: نشر ثالث، ۱۳۸۹.[۳]
- بازمانده‌ای از ماگادان، مستندی از عارف محمدی. راضی ساختن او برای مصاحبه و ساخت این فیلم بسیار سخت بود. زیرا روس‌های تورنتو به او گفته بودند که نیروهای امنیتی روسیه بسیار مراقبند که کسی دربارهٔ دوران شوروی و استالین بد نگوید.
- مستند آرزوهای سرخ